# Charles Chauvin
Charles Eugène Chauvin (* 2. März 1836 in Toulouse, Département Haute-Garonne; † 7. März 1899 in Besançon, Département Doubs) war ein französischer Konteradmiral, der unter anderem zwischen 1895 und 1896 Chef des Generalstabes der Marine war.

## Leben
Chauvin begann 1854 eine Ausbildung zum Seeoffizier an der Marineschule (École navale) in Lanvéoc. Nach einer Verwendung im Hafen von Brest vom 1. Juli 1856 bis zum 1. August 1860 wurde er zum Oberleutnant zur See (Enseigne de vaisseau) befördert und bekam am 13. August 1863 Ritterkreuz der Ehrenlegion verliehen. Nach seiner Beförderung zum Kapitänleutnant (Lieutenant de Vaisseau) am 4. April 1865 fand er weitere Verwendungen als Offizier und wurde am 8. Dezember 1870 auch mit dem Offizierskreuz der Ehrenlegion ausgezeichnet. Am 1. Dezember 1877 wurde er zum Fregattenkapitän (Capitaine de Frégate) befördert und befand sich nach dem 1. Januar 1879 in einer Verwendung im Hafen von Rochefort. Nach seiner Beförderung zum Kapitän zur See (Capitaine de Vaisseau) am 9. Mai 1885 wurde er 1886 zum Arbeitsausschuss der Marine abgeordnet und übernahm am 20. Oktober 1890 den Posten als Kommandant des in der Hafenstadt Toulon liegenden Kreuzers Davout.
Nachdem Chauvin am 28. Juni 1893 zum Konteradmiral (Contre-amiral) befördert worden war, fungierte er zwischen dem 10. August 1893 und dem 10. November 1895 als Chef des Stabes des 2. Marinedistrikts in Brest. Im Anschluss übernahm er am 10. November 1895 als Nachfolger von Konteradmiral Edgar Humann-Guilleminot den Posten als Chef des Generalstabes der Marine (Chef d’état-major de la Marine). Diese Funktion hatte er bis zu seiner Ablösung durch Konteradmiral Jean-Charles-Alexandre Sallandrouze de Lamornaix am 15. Juni 1896 inne und wurde in dieser Zeit am 22. April 1896 zudem Kommandeur der Ehrenlegion. Danach wurde er am 1. Oktober 1896 Mitglied des Ausschusses des Generalinspekteurs der Marine, in dem der für die U-Boot-Abwehr zuständig war. Daneben war er Mitglied der Leuchtturmkommission und wurde zuletzt am 2. März 1898 der 2. Kaderabteilung des Generalstabes der Marine zugeordnet.